# Папужка-пігмей жовтоволий
Папужка-пігмей жовтоволий (Micropsitta meeki) — вид папуг з родини Psittaculidae. Ендемік Папуа Нової Гвінеї.

## Назва
Вид названо на честь англійського натураліста Альберта Стюарта Міка (1871—1943), який зібрав багато раніше невідомих птахів і комах з Австралії, Папуа-Нової Гвінеї та тихоокеанського регіону.

## Поширення
Вид поширений на Адміралтейських островах і островах Святого Матіаса (належать Папуа Нової Гвінеї). Населяє ліси, ділянки з високим рівнем вторинної рослинності та розчищені території з поодинокими деревами. Зрідка відвідує плантації на околицях сіл чи всередині сіл. Трапляється на висоті до 700 м над рівнем моря.

## Підвиди
- M. meeki meeki — Манус, Рамбутйо та Лу (острови Адміралтейства).
- M. meeki proxima — Мусау, Елоауа та Емірау (острови Святого Матіаса).

## Опис
Довжина тіла 10 см. Оперення голови темно-сіро-буре, зі світло-жовтими краями криючих вух і боків горла, зазвичай з жовтою смугою на очах. Шия і нижня частина тіла жовті зі слабкими коричневими краями, що створює слабкий ефект лущення. Верхня частина тіла і крила зелені, з чорними плямами на криючих покривах першого порядку; реміги першого порядку чорні із зеленими краями, реміги другого порядку переважно зелені. Криючі підкрила з темними кінцями. Хвіст зверху зелений, знизу сіро-жовтий.